# Tobias Portschy

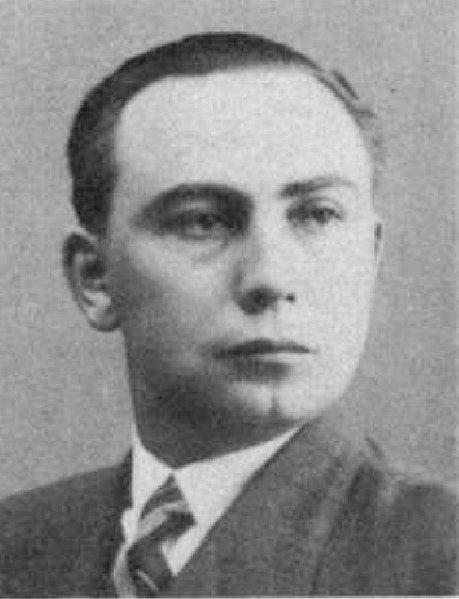
Tobias Portschy (vor 1938)

Tobias Portschy (* 5. September 1905 in Unterschützen; † 2. März 1996 in Rechnitz) war ein österreichischer Jurist und nationalsozialistischer Politiker.

## Leben

### Jugend und Ausbildung
In seiner Jugend besuchte Portschy die Volksschule in Unterschützen und das Evangelische Gymnasium Oberschützen. Anschließend studierte er Rechtswissenschaften in Wien und Göttingen. 1937 promovierte er zum Dr. iur. Während seiner Zeit in Göttingen kam Portschy zum ersten Mal mit dem Nationalsozialismus in Kontakt.

### Laufbahn in der NSDAP und NS-Staat
Zum 23. Juni 1931 trat Portschy in die NSDAP ein (Mitgliedsnummer 511.418). Als Parteifunktionär erhielt er 1933 den Posten eines Kreisleiters für das südliche Burgenland. Am 19. Juni 1933 wurde die NSDAP in Österreich verboten. Von 1935 bis zum 11. März 1938 amtierte Portschy als illegaler Gauleiter des Burgenlandes. Am 4. Dezember 1937 wurde er nach einem Plädoyer vor dem Bezirksgericht Oberwart in Zusammenhang mit seinen politischen Tätigkeiten verhaftet, im Februar 1938 aufgrund des Berchtesgadener Abkommens wieder freigelassen.
Nach dem Anschluss Österreichs an das Deutsche Reich übernahm Portschy unblutig die burgenländische Landesregierung: Bis zur Auflösung des Burgenlandes per 15. Oktober 1938, das während des „Dritten Reiches“ zwischen den Reichsgauen Niederdonau und Steiermark aufgeteilt wurde, nahm er daraufhin die Agenden des Landeshauptmanns wahr (11. März bis  15. Oktober 1938). 1938 legte Portschy außerdem eine Denkschrift mit dem Titel Die Zigeunerfrage vor, die deutlich von den Nürnberger Rassengesetzen beeinflusst war. In dieser forderte er unter anderem ein Schulverbot und Zwangssterilisationen für die „zigeunische“ Minderheit sowie ihre Einweisung in Arbeitslager. Ihm konnten nach dem Zweiten Weltkrieg persönlich erteilte Befehle zur Deportation von Juden, Roma und Sinti aus dem Burgenland nicht nachgewiesen werden.
Von 24. Mai 1938 bis zur Kapitulation der Wehrmacht am 8. Mai 1945 amtierte Portschy schließlich als stellvertretender Gauleiter der Steiermark. Daneben trat Portschy zum 1. Juli 1940 der SS bei (SS-Nummer 365.175) und wurde am 9. November 1940 in den Rang eines SS-Oberführers befördert. Des Weiteren wurde ihm der sogenannte „Blutorden“ verliehen.

### Nachkriegszeit
Nach Kriegsende geriet Portschy in alliierte Gefangenschaft: In der Folge wurde er von 1945 bis 1947 in Internierungslagern festgehalten. 1949 wurde er wegen seiner Tätigkeit während der NS-Zeit zu fünfzehn Jahren schweren Kerkers verurteilt. Die Staatsanwaltschaft Graz, der Portschys Propagandaschrift »Die Zigeunerfrage« bekannt war, führte keinerlei Ermittlungen in dieser Richtung durch. Bereits 1951 wurde er nach einem Gnadenantrag des Justizministeriums vom österreichischen Bundespräsidenten Theodor Körner (SPÖ) bedingt begnadigt. Im Zuge der »NS-Amnestie 1957« wurde die Reststrafe nachgesehen und die Verurteilung als getilgt erklärt.
Nach seiner Freilassung führte er einen Elektronikgroßhandel in Graz. Danach lebte er in Rechnitz, wo er dem Aufsichtsrat der Spar- und Kreditbank als Präsident vorstand. Er war auch Obmann des örtlichen Fremdenverkehrsverbandes. Zahlreiche burgenländische Landespolitiker pflegten gute Kontakte zu ihm, insbesondere in den 1970er und 1980er Jahren. 1958 wurde ihm auch die Doktorwürde, die ihm im Zuge der Entnazifizierung aberkannt worden war, von der Universität Wien wieder verliehen.
Von 1959 bis zum Sommer 1991 war er Mitglied der FPÖ. Portschy hielt kurz vor seinem Parteiaustritt auf einer FPÖ-Veranstaltung eine Rede für den FPÖ-Politiker Wolfgang Rauter, der die Äußerung von Jörg Haider zur „ordentlichen Beschäftigungspolitik“ zur Zeit des Nationalsozialismus gerechtfertigt hatte und dafür in die Kritik geraten war.
In Egon Humers Film „Schuld und Gedächtnis“ von 1992 äußerte Portschy zu seiner Denkschrift „Die Zigeunerfrage“: „Schmarotzer sind Schmarotzer“, weswegen gegen ihn ein Verfahren aufgrund von NS-Wiederbetätigung eingeleitet, aber wegen seines Todes nicht abgeschlossen wurde.